# Rance III -リーザス陥落-
『Rance III -リーザス陥落-』（ランス・スリー リーザスかんらく）は、日本のゲームブランド・アリスソフトより1991年11月15日に発売されたアダルトゲーム。Ranceシリーズの第3作である。2015年8月28日には、リメイク版である『ランス03 リーザス陥落』が発売された。本項ではリメイク版についても解説する。

## リリース
ゲーム作品『Rance III -リーザス陥落-』はアリスソフトによって1991年11月15日に発売され、PC-9801VM・X68000・FM TOWNSの3プラットフォーム向けに制作された。PC-9801VMおよびX68000向けのゲームは『Rance -光をもとめて-』・『Rance II -反逆の少女たち-』同様にフロッピーディスク媒体で提供されたが、FM TOWNSにはCD-ROMで発売された。1997年12月には、他のランスシリーズの初期作品とともにWindows用ソフト『ALICEの館4・5・6』に移植されている。
また、『Rance III -リーザス陥落-』の発売から24年後の2015年8月28日にはリメイク版の『ランス03 リーザス陥落』が発売され、本作ではランスシリーズを通して初めて声優が起用された。

## あらすじ
ヘルマン国によるリーザス侵攻はこれまで失敗に終わっていたが、ヘルマン国が魔人と手を組んだことによりリーザス城は陥落し、王女リアはランスに救助を要請した。この事態を打開するには王家の聖武具3点を揃え、魔剣・カオスを蘇らせる必要があったものの、ランスがそのうち剣と盾を金銭に換えてしまっていた。そのためランス達は買い戻しの資金を得るべくギルドに向かい、少女ローラをリスというモンスターから救出する依頼を受ける。一行は、同じ依頼を受けていた冒険者のラークとノアが聖武具の所有者と間違われて魔人たちに襲われていた場面に遭遇し、二人を救出したうえで撤退する。その後、一行は再びローラ救出に向かうが、ローラとリスが両思いになっていたことが判明する。リスを倒したことにより任務成功となり、ランスは報酬を持って武器屋に向かうが、ローラによって武器屋から聖武具は消失していた。その後、ランスはリーザス解放軍をまとめていたマリアに遭遇し、リーザス側の人間を救出した。一方で、ランスの使用人であるシィルが魔人・サテラによって誘拐されてしまう。ランスはシィルの解放のために聖武具3点を要求され、魔人を撃退することで彼女の救出とリーザスの奪還を目指す。
一方、パットンは父である皇帝に増援を要請しつつも、リーザス正規軍よりも、リーザス南部にある自由都市群への進軍を優先していた。
そこへランス率いるリーザス解放軍が自由都市群に来て、ヘルマン軍のフレッチャー隊とヘンダーソン隊を撃破する。
おまけに、リーザス解放軍は各地のリーザス解放軍を組み込んで巨大化し、パットンたちが立てこもるリーザス城を包囲する。パットンは本国へ援軍を要請していたものの、ヘルマン帝国宰相のステッセルによって握りつぶされていた。盟友であるトーマ・リプトン将軍もランスに討たれたことで窮地に立たされたパットンは魔人ノスに助けを求めるも、魔剣カオスを破壊して魔王ジルを復活させるという目的を達成していたノスにとってパットンは不要な存在であり、助けるどころか殺しにかかってきた。パットンの相棒ハンティ・カラーは瞬間移動を使い、二人でヘルマンから逃亡する。
最終的に、戦いはリーザス側の勝利で終わる。
そのころ、ヘルマンではこの戦いの責任がパットンにすべて押し付けられた上、死亡扱いとなった。
それから1か月後、ヘルマンの皇帝が死を迎え、パットンの妹であるシーラがあらたな皇帝となる。

## システム
オリジナル版のゲームジャンルはRPGに該当する。コマンド選択式での戦闘方式を採用していた前作『Rance II -反逆の少女たち-』とは違い、本作はタクティカルコンバット式で展開する。プレイヤーはランスのみを制御することが可能で、パーティの仲間はCPUによって制御される。また、作中に登場する「鏡の破片」および「ラレラレ石」を回収することでおまけのCGイラストを閲覧できるほか、女性の容姿をしたモンスターとの戦闘で、敵の体力を1まで削って襲い掛かることでも性的なイラストが閲覧できるシステムとなっていた。
RPGとADVを足し合わせたリメイク版は『ランス01』と類似したシステムを用いており、プレイヤーはマップ上で各ダンジョンに移動し攻略を進める。作中のイベントは原作『Rance III -リーザス陥落-』から大きく改変されている。ダンジョン内ではカードを選択する形式で進行し、戦闘ではパーティとなったキャラクターが習得しているスキルを組み合わせることで敵を倒していく。また、リメイク版ではダンジョン内に散らばっている鏡の破片を集めることにより、ゲストイラストレーターが描いたCGを完成させることができる。

## 登場人物
声はリメイク版のキャスト。

### ランス一行、およびリーザス王国関係者
ランス
本作の主人公。キースギルドに所属している。リアの要請を受け、リーザスを目指す。
シィル・プライン
声：高橋さや
ランスの使用人である魔法使い。
見当 かなみ（けんとう かなみ）
声：真中海
リーザス王国の王女・リアの部下であるくノ一。
魔想 志津香（まそう しずか）
声：橘まお
『Rance II -反逆の少女たち-』におけるカスタム四魔女の一人である魔法使いで、ランスのことを嫌っている。冷静に見える外見をしているが、実際はそうではない。
マリア・カスタード
声：鶴屋春人
『Rance II -反逆の少女たち-』におけるカスタム四魔女の一人であり、この一件でランスと知り合った。かつては魔法使いだったが、本作においては武装や兵器の開発を主としている。リーザス解放軍の司令官を担当する。
ミリ・ヨークス
声：七ヶ瀬輪
戦士兼薬屋。両性愛者で、ランス以上のスケベでもある。
セル・カーチゴルフ
声：小倉結衣
AL教の神官で、自由都市レッドを担当している。心優しいが、頑固な一面もあり、処女である。
レイラ・グレクニー
声：早乙女綾
リーザス王国親衛隊の隊長。作中では魔人による洗脳を受け、自慰中毒に陥る。
リック・アディスン
声：やじまのぼる
「赤い死神」の異名があるリーザス王国の将軍。二面性がある。
リア・パラパラ・リーザス
声：萌花ちょこ
リーザス王国の皇女。側近としてキャラクターのマリスを携えている。

### ヘルマン共和国
パットン・ヘルマン
声：胸肩腎
ヘルマン共和国の皇子で、粗暴な人柄をしている。
ハンティ・カラー
パットンの相棒であるカラーの女性。
トーマ・リプトン
声：荒木幸男
ヘルマン軍第三軍の将軍にして、リーザス侵攻の指揮を務める。
ミネバ・マーガレット
声：草むらケイ
ヘルマン軍所属の女隊長。
フレッチャー・モーデル
声：Lee
ヘルマン軍第三軍の大隊長。かつては格闘家であった。
ヘンダーソン・ドーントレス
声：風見健
ヘルマン軍第三軍の大隊長。卓越した指揮能力を持ち、変身可能とされている。マリアに興味を持っている。女性的な言葉遣いをする。
セピア・ランドスター
声：奥川久美子
ヘルマン軍の隊長である兄の補佐を務める女性騎士。剣を使った戦闘に加え魔法にも長けており、真面目な性格をしている。

### 魔人
ノス
声：乙参
ヘルマン共和国とともにリーザス侵攻を推し進めた魔人。
アイゼル
声：古河徹人
洗脳能力に長けた魔人。
サファイア
声：桜城ちか
アイゼルの使徒。喋り方が特徴的で、主に対して献身的な行動をする。
ガーネット
声：白月かなめ
アイゼルの使徒。活発な性格をしている。
トパーズ
声：金松由花
アイゼルの使徒。陰湿な性格をしており、アイゼルにとっての一番を目指している。
サテラ
ガーディアン作製能力に長けた魔人。魔人たちの中では最年少であり、人間をゴミ程度に見なすほど高慢な性格をしている。
シーザー
声：野☆球
サテラの部下であり、彼女が作り上げたガーディアンの一体。魔人並みの力を持つ。
イシス
声：牛蛙キタロウ
サテラの部下であり、彼女が作り上げたガーディアンの一体。シーザーとは異なり、言葉を話すことは出来ない。
ジル
魔王。

### その他
キース・ゴールド
声：雨戸武治
自由都市・アイスにあるキースギルドのギルドマスターで、ギルドに所属する冒険者たちへ依頼のあっせんを行っている。
ハイニ・バッハ
声：藤森ゆき奈
キースの秘書。知性的な外見をしているが、元冒険者の経歴を持つ。
ネカイ・シス
声：御苑生メイ
キースギルドに所属する冒険者。盗賊団を抜け、フリーの盗賊をしていた末にキースギルドに流れ着いた経緯がある。金と酒に目がない。
ロゼ・カド
声：青葉りんご
カスタム在住のAL教の神官。
フェリス
声：姫川あいり
悪魔回廊の門番。
スー
声：榊原ゆい
森の奥に住む少女。人間に対して憎悪している。
セティナ・ファーボ
声：手塚りょうこ
カンラのファミリーレストランにウェイトレスとして勤務する女性。イラストレータになることを目指している。
ローラ・インダス
声：桃井穂美
アイスに住むお嬢様。モンスターに誘拐されたとされていたが、実際はリスのうーくんと両思いになっていた。
ウーくん
リスというモンスターの一個体。リメイク版にて初めて名前がついた。
ラーク・パイクスピーク
声：佐和真中
キースギルドに所属する冒険者。依頼達成率の高さで知られている。
ノア・セーリング
声：北坂利亜
ラークの相棒。ラークと組んできたため、少々高慢になっている。
ラチェット・ランチョン
武器屋の主人。リメイク版にて初めて名前がついた。
レンチ・ランチョン
ラチェットの娘。
ウィリス
レベルアップ神。
コリン・コッコリン
アイスでアイテム屋を営む人物であり、モンスター・ハニーを崇拝するはにわ教の信者でもある。
リメイク版では、はにわ教の幹部を務める。

## 開発

### オリジナル版
本作のシステムは、前年に発売された『闘神都市』をさらに拡張したものが使われ、ランスシリーズで初めてマップの移動が実現できた。
開発にあたり、当時流行していた『ファイアーエムブレム』と方向性やシステムなどが似ることがないように注意が払われた。
本作の世界設定の構想は前作『II』の時点から存在しており、TADAはゲームデザイナーのぷりんと二人で少しずつ世界観を構築していった。
ぷりんは正統派のRPGに対する造詣が深く、自分だったらこうするのにと言いつつも対照的な考えを持つTADAの意見を受け入れると同時に、正統派のRPGに由来する設定を巧みに組み込んだため、TADAが後からぷりんに設定を追加されたことに気づいたこともあった。これにより、本作を初出とする設定群は、物語に深みを与え、以降のシリーズの土台となった。TADAは「彼（ぷりん）がいなければ、僕は『RanceII』のクオリティーで満足していました（笑）。」と、電ファミニコゲーマーとのインタビューの中でぷりんの活躍を評価している。

### リメイク版
本作は1997年12月発売のWindows用ソフト『ALICEの館4・5・6』に移植されたほか、2015年8月28日にはリメイク版である『ランス03 リーザス陥落』が発売された。
リメイク版の開発には『ランス01』と同じスタッフが起用されており、積極的なリメイクが施された。TADAはリメイクの内容を気に入っているとインタビューの中で述べており、キャラクターの人物像や関連するイベントの強化が特に気に入っているほか、物語終盤の魔王ジルとの戦いの理由付けをよく考えてくれたと話している。
また、同作はシリーズ初のフルボイス作品であり、アダルトアニメ版『ランス01』に出演していた声優も引き続き参加している。
リメイクするにあたって、一部のキャラクターのデザインが変更された。たとえばヘンダーソンはオリジナル版を踏襲したデザインが考案されていたが、面白味に欠けるとして却下され、別のデザインが採用された。

## 反響・批評

### オリジナル版
アリスソフトは本作以前に『Rance II -反逆の少女たち-』・『闘神都市』といったヒット作を生み出していたが、『Rance III -リーザス陥落-』はそれらを超える人気作品となり、アダルトゲームに親しみの無かったユーザ層にも市民権を得るようなゲーム作品になったとされている。1998年に発行された書籍『電脳美少女虎の巻』では、Ranceシリーズの中で最高傑作に据えるユーザーもいると言及されている。
作品の内容については以下のような評価がなされている。IGNに寄稿しているフリーライターの福山幸司は、第一作『Rance -光をもとめて-』が一介の戦士の珍道中に過ぎないとしたうえで、『Rance III -リーザス陥落-』以降では深い世界観を持つ大河作品と化すとした。パソコンゲーム誌の編集者である前田尋之も、前作までのランスシリーズと比較して「RPG風ADVから本格RPGに変化」していると指摘しており、本作を起点として世界観のスケールが拡がっていくとしている。美少女ゲームに関するレビューを収集した書籍『パソコン美少女ゲーム歴史大全1982‐2000』において、ライターのはまぐちしんたろうは『Rance III -リーザス陥落-』のシナリオとグラフィックについて称賛し、『ランス』「シリーズ展開を決定付けた秀作」と表現した。さらに、はまぐちは本作のリリースをきっかけにアリスソフトはグラフィック面で高く評価されるようになったのでは、と指摘している。また、『PC ANGEL シリーズ研究総集編 美少女ゲーム傑作選』のレビューではCPUが制御するキャラクターがプレイヤーのコントロールするランスと連動しない戦闘システムに着目し、そのようなパーティを率いるランスについて「剣士としての実力は相当なもの」と考察している。

### リメイク版
IGNの歐陽宇亮はリメイク版の世界観の雄大さと奥深さを評価している。なお、ゲームやアニメなどを取り扱う通販サイト Getchu.com では月間ゲームセールスランキングにおいて2015年8月に5位、翌月に19位となったほか、2015年には年間を通しても46位の売上を記録している。さらに Getchu.com 主催の美少女ゲーム大賞2015のシステム部門では5位にランクインした。販売サイトDMM GAMES.R18ではリメイクのダウンロード版が2015年の有料ゲームランキングで5位に位置している。
その一方で、TADAはリメイク版にて音声がついたことに対する否定的な意見が寄せられたことをアリスソフトのブログの中で明らかにしており、これらの意見について理解を示したうえで、まずは一度音声ありでプレイしてほしいと述べている。

### 書籍
- はまぐちしんたろう「ランス3 リーザス陥落」『パソコン美少女ゲーム歴史大全1982‐2000』（初）ぶんか社、2000年10月10日、92頁。ISBN 4-8211-0717-1。
- 前田尋之「Rance III -リーザス陥落-」『ぼくたちの美少女ゲーム クロニクル』オークス、2016年8月8日、73頁。ISBN 978-4-7990-0809-6。
- 「アリスの館4・5・6」『電脳美少女虎の巻』（初）大洋図書、1998年5月15日、47 - 56頁。ISBN 4-88672-577-5。
- 「アリスソフト」『美少女ゲームマニアックス3』キルタイムコミュニケーション、2002年10月10日、70頁。ISBN 4-86032-031-X。

### 雑誌記事
- 「アリスの館4・5・6」『TECH GIAN』1997年12月号、アスペクト、1997年12月1日、28 - 29頁。
- 『PC ANGEL シリーズ研究総集編 美少女ゲーム傑作選』PC ANGEL 10月号増刊、オデッセウス、1994年10月31日。
  - 「Rance II 反逆の少女たち」、104 - 105頁。
  - 「Rance III リーザス陥落」、106 - 109頁。